# San Bonifacio
San Bonifacio är en ort och kommun i provinsen Verona i regionen Veneto i Italien. Kommunen hade 21 402 invånare (2018).